# José Magaz y Jaime

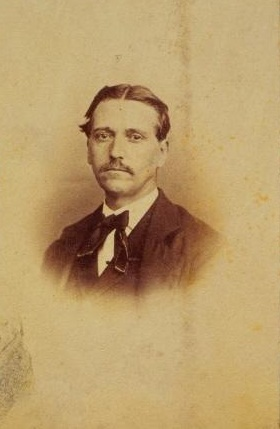
José Magaz y Jaime, fotografía de J. Laurent. Museo de Historia de Madrid.

José Magaz y Jaime  (Calatayud, 1826-Madrid, 1894) fue un jurista, político y hacendista español.  

## Biografía
Diputado electo por Zaragoza desde 1862 hasta 1868, fue director general de Propiedades y Derechos del Estado en 1865. Siendo subsecretario de Hacienda, se le nombra ministro interino de Hacienda el 20 de septiembre de 1868 poco antes de la Gloriosa. Durante su breve mandato trató de reorganizar las pensiones de viudedad y fue cesado al triunfar la revolución diez días después de haber sido nombrado. Durante la Restauración borbónica fue senador por la provincia de Zaragoza en 1877. Su hermano Juan Magaz y Jaime fue el primer marqués de Magaz.
Fallecido el 13 de febrero de 1894 en el número 13 de la madrileña calle del León, fue enterrado en el panteón familiar en la Sacramental de San Isidro.